# Hartford City (Indiana)
Hartford City város az Amerikai Egyesült Államok Indiana államában, Blackford megyében, melynek megyeszékhelye. Lakosainak száma 6086 fő (2020. április 1.).

## Népesség
A település népességének változása:

| 2010 | 6 220 |
| 2020 | 6 086 |